# Air Tractor AT-400
Air Tractor AT-400 — серия сельскохозяйственных самолётов, производства американской компании Air Tractor («Воздушный трактор»). Первый полёт в сентябре 1979 года. Сертификат типа получен от FAA в апреле 1980 года. Поршневой моноплан с низкорасположенным крылом и трёхточечное посадочное шасси с подкилевой стойкой. Оснащался устройством для распыления удобрений и ядохимикатов.

## Модификации
- AT-400 — AT-301 с канадским турбовинтовым двигателем Pratt & Whitney Canada PT6A-15AG (680 л.с. / 507 кВт) и 1510-литровым химическим баком. Короткие крылья (размах 13,75 м.[1]. Построено 72[2]
  - AT-400A — AT-301 с двигателем PT6A-20 (550 л.с. / 410 кВт)[1]. Построено 14[2].
- AT-401 — AT-301 с увеличенным размахом крыла, радиальный двигатель Pratt & Whitney R-1340 (600 л.с. / 447 кВт)[3] построено 168[2].
  - AT-401A — AT-401 с польским двигателем PZL-3S. Построен 1[2].
  - AT-401B — доработаны законцовки крыльев, размах увеличен до 15,57 м. На декабрь 2001 года было построено 69 штук[2].
- AT-402 — AT-401 с двигателем PT6A-15[3], построено 68.[2]
  - AT-402A — удешевлённая модификация AT-401B, двигатель PT6A-20[2], на декабрь 2001 года построено 103[2].
  - AT-402B — улучшенная модификация AT-402, с законцовками крыльев и увеличенным их размахом по образцу AT-401B[2], на декабрь 2001 года построено 31[2].

## Спецификация (AT-401)
Источник данных: Janes's All The World's Aircraft 1993-94.
Powerplant: 1 × Pratt & Whitney R-1340 radial engine, 600 hp (450 kW)

Технические характеристики
- Экипаж: 1
- Длина: 8,23 м
- Размах крыла: 14,97 м
- Высота: 2,59 м
- Площадь крыла: 27,31 м²
- Профиль крыла: NACA 4415
- Масса пустого: 1 876 кг
- Максимальная взлётная масса: 3 565 кг
- Масса топлива во внутренних баках: * Ёмкость химического бака — 1510 литров (400 галлонов)
- Силовая установка: 1 × звездообразный 9-цилиндровый авиадвигатель воздушного охлаждения Pratt & Whitney R-1340
- Мощность двигателей: 1 × 600 л.с. (1 × 450 кВт)

Лётные характеристики
- Максимальная скорость: 251 км/ч на уровне моря
- Крейсерская скорость: 190–230 км/ч (стандартная при выполнении работ)
- Скорость сваливания: 98 км/ч при максимальном посадочном весе 2700 кг (6000 фунтов) с выпущенными закрылками
- Практическая дальность: 1 010 км
- Скороподъёмность: 5,6 м/с

## Аварии и катастрофы
На данный момент с самолётами типа Air Tractor AT-400 произошло 20 аварий, погибло 9 человек
.